# Wilhelm von Auer
Friedrich Wilhelm von Auer (* 18. Oktober 1864 in Berlin; † 3. Januar 1918 bei Origny, Frankreich) war ein preußischer Generalmajor und Kommandeur der 103. Infanterie-Division im Ersten Weltkrieg.

## Leben
Wilhelm entstammte dem Adelsgeschlecht von Auer. Er war der Sohn des späteren preußischen Generalmajors Kuno von Auer (1818–1895) und dessen Ehefrau Charlotte, geborene von Plocki aus dem Hause Scharnigk (1831–1907).
Auer trat im April 1882 als Sekondeleutnant in die Preußische Armee ein. Im Verlauf seiner Militärkarriere kommandierte er ab 1913 als Oberst das 1. Ober-Elsässische Infanterie-Regiment Nr. 167. Während des Ersten Weltkriegs wurde Auer am 27. Januar 1916 zum Generalmajor befördert und war als solcher ab 2. Januar 1917 Kommandeur der 103. Infanterie-Division. Bei den Kämpfen bei Origny an der Westfront ist Auer gefallen.
Auer heiratete am 19. Januar 1893 Anna von Werder (1869–1938) eine Tochter der Rose von Albrecht und des Generals Hans von Werder. Anna und Wilhelm von Auer hatten zwei Töchter, Edelgard (1903–1943) und Dorothea (* 1912).

## Genealogie
- Hans Friedrich von Ehrenkrook, Friedrich Wilhelm Euler, Jürgen von Flotow, Walter von Hueck, u. a.: Genealogisches Handbuch der Adeligen Häuser. B (Briefadel). 1959. Band IV, Band 20 der Gesamtreihe GHdA. Hrsg. Deutsches Adelsarchiv, C. A. Starke, Limburg (Lahn) 1959, S. 18–19.
- Gothaisches Genealogisches Taschenbuch der Adeligen Häuser. Zugleich Adelsmatrikel der Deutschen Adelsgenossenschaft. Teil B [Briefadel]. 1941. Dreiunddreißigster Jahrgang, Justus Perthes, Gotha 1940, S. 13 f.